# 소니 픽처스의 영화 목록
이 문서는 소니 픽처스의 영화 목록이다.
- 컬럼비아 픽처스의 영화 목록
- 트라이스타 픽처스의 영화 목록
- 소니 픽처스의 장편 애니메이션 영화 목록

| Disambiguation icon | 이 문서는 명칭이 같고 같은 종류에 속하는 여러 대상을 연결하는 색인 문서입니다. |